# Nantheuil
Pour les articles ayant des titres homophones, voir Nanteuil.
Nantheuil est une commune française située dans le département de la Dordogne, en région Nouvelle-Aquitaine.

## Géographie

### Généralités
Dans le quart nord-est du département de la Dordogne, en Nontronnais, Nantheuil est une commune rurale qui fait partie de l'unité urbaine de Thiviers et de son aire d'attraction, zonage d’étude défini par l'Insee, qui a remplacé en 2020 l'aire urbaine de Thiviers qui incluait Nantheuil. Elle est bordée à l'est par l'Isle.
Le bourg de Nantheuil, implanté à l'écart des routes principales, se situe, en distances orthodromiques, deux kilomètres à l'est du centre-ville de Thiviers et douze kilomètres au nord-ouest d'Excideuil.
La commune est desservie par les routes départementales (RD) 81 et 707, et de façon plus limitée au nord-ouest par la route nationale 21 et la RD 78.
Entre Thiviers à l'ouest et Saint-Paul-la-Roche au nord, le sentier de grande randonnée GR 654 parcourt le territoire communal sur plus de quatre kilomètres.

### Communes limitrophes
Nantheuil est limitrophe de cinq autres communes. Au sud-ouest, le territoire d'Eyzerac est éloigne de moins de cinq cents mètres.
|          | Saint-Paul-la-Roche | Sarrazac |
| Thiviers | Nantheuil           |          |
|          | Corgnac-sur-l'Isle  | Nanthiat |

### Géologie et relief

#### Géologie
Situé sur la plaque nord du Bassin aquitain et bordé à son extrémité nord-est par une frange du Massif central, le département de la Dordogne présente une grande diversité géologique. Les terrains sont disposés en profondeur en strates régulières, témoins d'une sédimentation sur cette ancienne plate-forme marine. Le département peut ainsi être découpé sur le plan géologique en quatre gradins différenciés selon leur âge géologique. Nantheuil est dans le gradin extrême nord-est que constitue le dernier contrefort du Massif central, avec des roches cristallines formées au Paléozoïque, antérieurement au Carbonifère.
Les couches affleurantes sur le territoire communal sont constituées de formations superficielles du Quaternaire et de roches sédimentaires datant pour certaines du Cénozoïque, et pour d'autres du Mésozoïque et du Paléozoïque, ainsi que de roches métamorphiques. La formation la plus ancienne, notée λ3-4b, fait partie des leptynites de Saint-Yrieix, Meuzac et Sarlande et est composée d'ortho-leptynites (métarhyolites ?) à biotites seule ou à biotite et muscovite à grain fin à moyen (Cambrien à Ordovicien). La formation la plus récente, notée CFp, fait partie des formations superficielles de type colluvions indifférenciées de versant, de vallon et plateaux issues d'alluvions, molasses, altérites. Le descriptif de ces couches est détaillé dans  la feuille « no 735 - Thiviers » de la carte géologique au 1/50 000 de la France métropolitaine, et sa notice associée.

Carte géologique de Nantheuil.

#### Relief et paysages
Le département de la Dordogne se présente comme un vaste plateau incliné du nord-est (491 m, à la forêt de Vieillecour dans le Nontronnais, à Saint-Pierre-de-Frugie) au sud-ouest (2 m à Lamothe-Montravel). L'altitude du territoire communal varie quant à elle entre 138 mètres au sud près du lieu-dit les Mauroux, là où l'Isle quitte la commune et sert de limite entre Nanthiat et Corgnac-sur-l'Isle, et 312 m au nord-ouest, au lieu-dit le Tuquet.
Dans le cadre de la Convention européenne du paysage entrée en vigueur en France le 1er juillet 2006, renforcée par la loi du 8 août 2016 pour la reconquête de la biodiversité, de la nature et des paysages, un atlas des paysages de la Dordogne a été élaboré sous maîtrise d’ouvrage de l’État et publié en octobre 2020. Les paysages du département s'organisent en huit unités paysagères,. La commune est dans l'unité paysagère du « Périgord limousin » qui correspond à la région naturelle du Nontronnais. Ce territoire forme un plateau collinaire aux pentes douces et sommets arasés, d’altitude moyenne autour des 300 m dont le point culminant est également celui de la Dordogne. Ce plateau cristallin est vallonné et dominé par les prairies aux horizons boisés. Il est entaillé de vallées profondes aux versants forestiers,.
La superficie cadastrale de la commune publiée par l'Insee, qui sert de référence dans toutes les statistiques, est de 16,82 km2,. La superficie géographique, issue de la BD Topo, composante du Référentiel à grande échelle produit par l'IGN, est quant à elle de 17,59 km2.

### Hydrographie

#### Réseau hydrographique
La commune est située dans le bassin de la Dordogne au sein du Bassin Adour-Garonne. Elle est drainée par l'Isle, le ruisseau de Curmont, le ruisseau de Saint-Avit et par divers petits cours d'eau, qui constituent un réseau hydrographique de 23 km de longueur totale,.
L'Isle, d'une longueur totale de 255,29 km, prend sa source dans la Haute-Vienne dans la commune de Janailhac et se jette dans la Dordogne — dont elle est le principal affluent — en rive droite face à Arveyres, en limite de Fronsac et de Libourne,. Elle borde la commune à l'est sur neuf kilomètres et demi, face à Sarrazac et Nanthiat.
Deux affluents de rive droite de l'Isle limitent également le territoire communal : au nord le ruisseau de Curmont sur deux kilomètres, face à Saint-Paul-la-Roche, et au sud-ouest le ruisseau de Saint-Avit sur plus d'un kilomètre, face à Thiviers et Corgnac-sur-l'Isle.

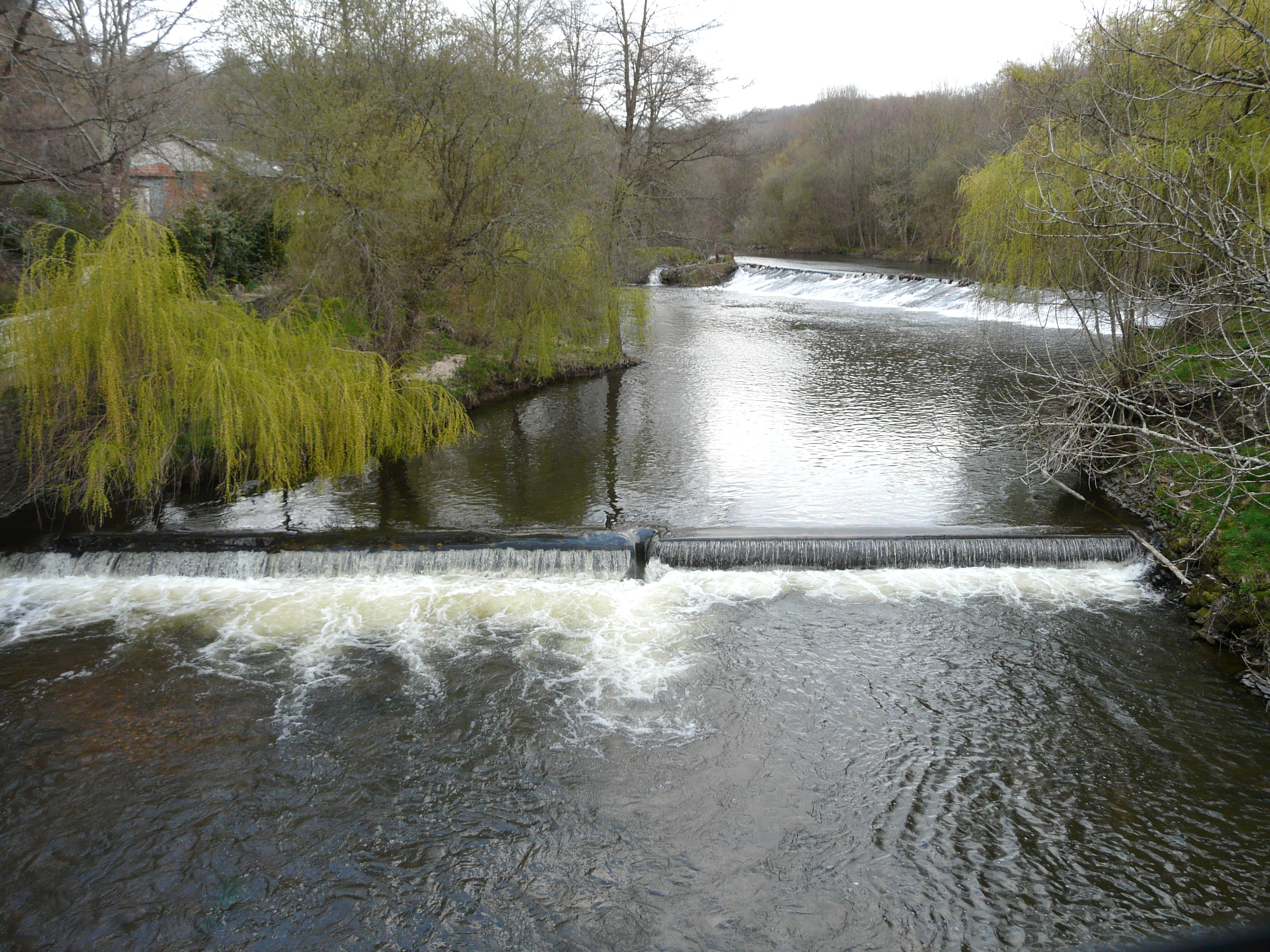
En limite de Nantheuil et Nanthiat, l'Isle au pont des Castilloux.
Réseaux hydrographique et routier de Nantheuil.

#### Gestion et qualité des eaux
Le territoire communal est couvert par le schéma d'aménagement et de gestion des eaux (SAGE) « Isle - Dronne ». Ce document de planification, dont le territoire regroupe les bassins versants de l'Isle et de la Dronne, d'une superficie de 7 500 km2, a été approuvé le 2 août 2021. La structure porteuse de l'élaboration et de la mise en œuvre est l'établissement public territorial de bassin de la Dordogne (EPIDOR). Il définit sur son territoire les objectifs généraux d’utilisation, de mise en valeur et de protection quantitative et qualitative des ressources en eau superficielle et souterraine, en respect des objectifs de qualité définis dans le troisième SDAGE  du Bassin Adour-Garonne qui couvre la période 2022-2027, approuvé le 10 mars 2022.
La qualité des eaux de baignade et des cours d’eau peut être consultée sur un site dédié géré par les agences de l’eau et l’Agence française pour la biodiversité.

### Climat
Pour des articles plus généraux, voir Climat de la Nouvelle-Aquitaine et Climat de la Dordogne.
Historiquement, la commune est exposée à un climat océanique aquitain.  
En 2020, Météo-France publie une typologie des climats de la France métropolitaine dans laquelle la commune est exposée à un climat océanique altéré et est dans la région climatique  Ouest et nord-ouest du Massif Central, caractérisée par une pluviométrie annuelle de 900 à 1 500 mm, maximale en automne et en hiver.
Pour la période 1971-2000, la température annuelle moyenne est de 12 °C, avec  une amplitude thermique annuelle de 14,7 °C. Le cumul annuel moyen de précipitations est de 1 052 mm, avec 13,2 jours de précipitations en janvier et 7,7 jours en juillet. Pour la période 1991-2020, la température moyenne annuelle observée sur la station météorologique de Météo-France la plus proche, sur la commune de Saint-Martin-de-Fressengeas à 8 km à vol d'oiseau, est de 12,4 °C et le cumul annuel moyen de précipitations est de 1 050,4 mm,. 
La température maximale relevée sur cette station est de 38,9 °C, atteinte le 7 août 2020 ; la température minimale est de −11,8 °C, atteinte le 9 février 2012.
Pour afficher une liste d’indicateurs climatiques caractérisant la commune aux horizons 2030, 2050 et 2100 et pouvoir ainsi s'adapter aux changements climatiques, entrer son nom dans Climadiag-commune, un site de Météo-France élaboré à partir des nouvelles projections climatiques de référence DRIAS-2020.

## Urbanisme

### Typologie
Au 1er janvier 2024, Nantheuil est catégorisée commune rurale à habitat dispersé, selon la nouvelle grille communale de densité à 7 niveaux définie par l'Insee en 2022.
Elle appartient à l'unité urbaine de Thiviers, une agglomération intra-départementale dont elle est une commune de la banlieue,. Par ailleurs la commune fait partie de l'aire d'attraction de Thiviers, dont elle est une commune de la couronne,. Cette aire, qui regroupe 10 communes, est catégorisée dans les aires de moins de 50 000 habitants,.

### Occupation des sols
L'occupation des sols de la commune, telle qu'elle ressort de la base de données européenne d’occupation biophysique des sols Corine Land Cover (CLC), est marquée par l'importance des territoires agricoles (70,8 % en 2018), en diminution par rapport à 1990 (71,8 %). La répartition détaillée en 2018 est la suivante : 
zones agricoles hétérogènes (64,6 %), forêts (25,7 %), prairies (6,2 %), zones urbanisées (3,2 %), milieux à végétation arbustive et/ou herbacée (0,3 %). L'évolution de l’occupation des sols de la commune et de ses infrastructures peut être observée sur les différentes représentations cartographiques du territoire : la carte de Cassini (XVIIIe siècle), la carte d'état-major (1820-1866) et les cartes ou photos aériennes de l'IGN pour la période actuelle (1950 à aujourd'hui).

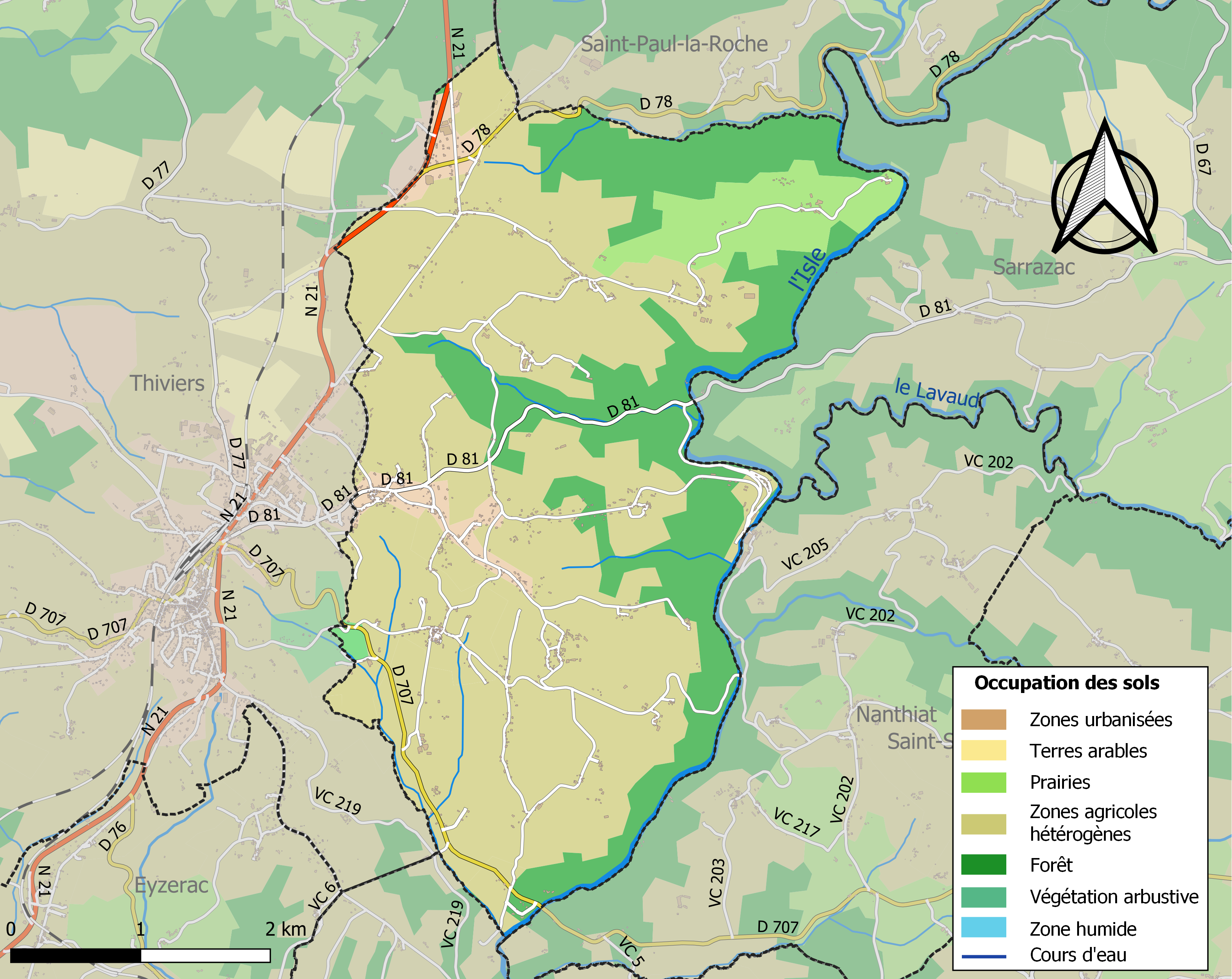
Carte des infrastructures et de l'occupation des sols de la commune en 2018 (CLC).

### Prévention des risques
Le territoire de la commune de Nantheuil est vulnérable à différents aléas naturels : météorologiques (tempête, orage, neige, grand froid, canicule ou sécheresse), inondations, feux de forêts, mouvements de terrains et séisme (sismicité très faible). Il est également exposé à un risque technologique, le transport de matières dangereuses, et à un risque particulier : le risque de radon. Un site publié par le BRGM permet d'évaluer simplement et rapidement les risques d'un bien localisé soit par son adresse soit par le numéro de sa parcelle.

#### Risques naturels
Certaines parties du territoire communal sont susceptibles d’être affectées par le risque d’inondation par débordement de cours d'eau, notamment l'Isle et le Lavaud. La commune a été reconnue en état de catastrophe naturelle au titre des dommages causés par les inondations et coulées de boue survenues en 1982, 1993, 1999 et 2007,.
Nantheuil est exposée au risque de feu de forêt. L’arrêté préfectoral du 14 mars 2013 fixe les conditions de pratique des incinérations et de brûlage dans un objectif de réduire le risque de départs d’incendie. À ce titre, des périodes sont déterminées : interdiction totale du 15 février au 15 mai et du 15 juin au 15 octobre, utilisation réglementée du 16 mai au 14 juin et du 16 octobre au 14 février. En septembre 2020, un plan inter-départemental de protection des forêts contre les incendies (PidPFCI) a été adopté pour la période 2019-2029,.

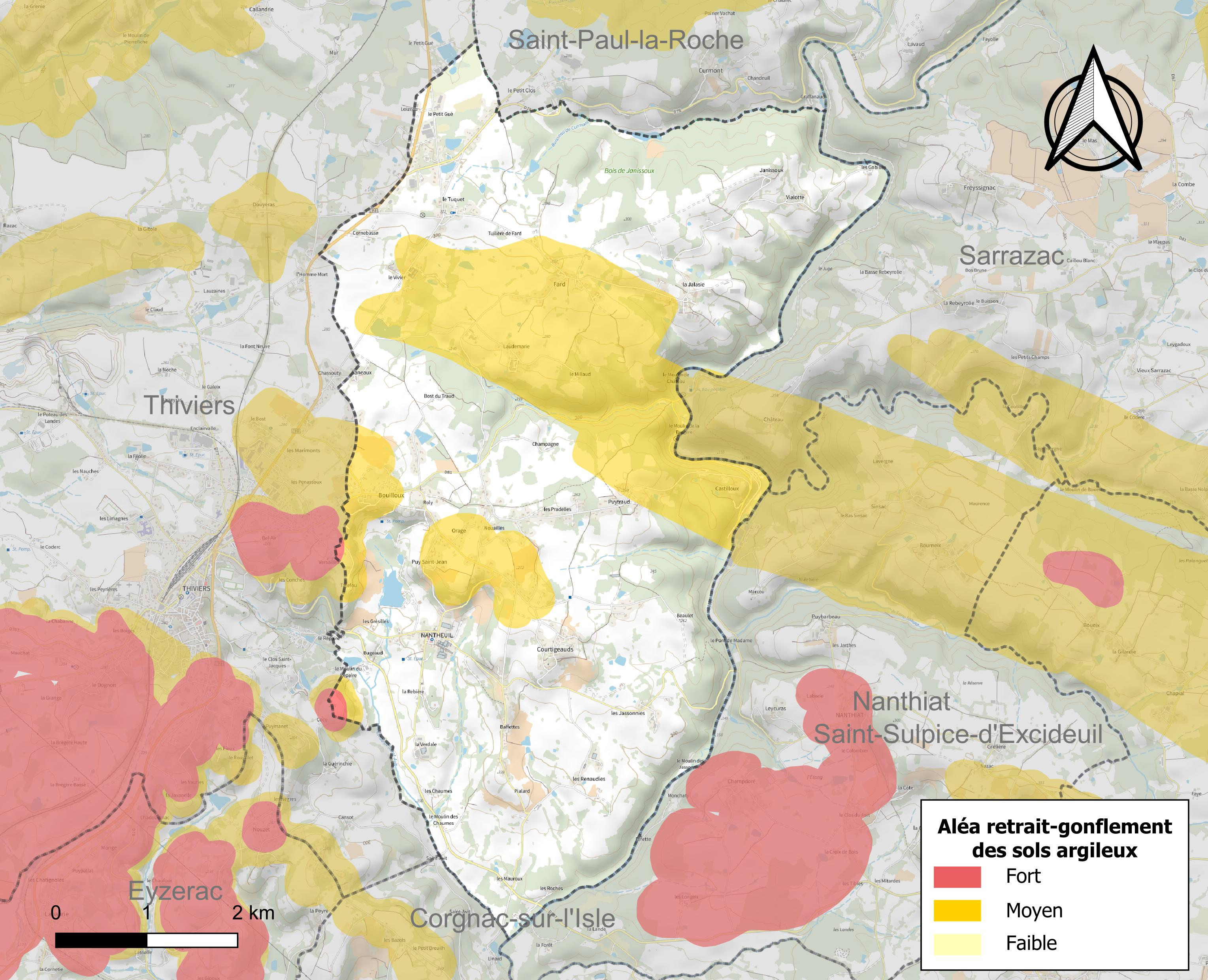
Carte des zones d'aléa retrait-gonflement des sols argileux de Nantheuil.

Les mouvements de terrains susceptibles de se produire sur la commune sont des tassements différentiels. Le retrait-gonflement des sols argileux est susceptible d'engendrer des dommages importants aux bâtiments en cas d’alternance de périodes de sécheresse et de pluie. 24,3 % de la superficie communale est en aléa moyen ou fort (58,6 % au niveau départemental et 48,5 % au niveau national métropolitain). Depuis le 1er octobre 2020, en application de la loi ÉLAN, différentes contraintes s'imposent aux vendeurs, maîtres d'ouvrages ou constructeurs de biens situés dans une zone classée en aléa moyen ou fort,.
La commune a été reconnue en état de catastrophe naturelle au titre des dommages causés par la sécheresse en 1989, 2003, 2011 et 2012 et par des mouvements de terrain en 1999.

#### Risque particulier
Dans plusieurs parties du territoire national, le radon, accumulé dans certains logements ou autres locaux, peut constituer une source significative d’exposition de la population aux rayonnements ionisants. Selon la classification de 2018, la commune de Nantheuil est classée en zone 3, à savoir zone à potentiel radon significatif.

## Toponymie
Le nom de la commune est attesté Nantolium au XIIIe siècle, puis Nantholiam au XIVe siècle.
Sur la carte de Cassini représentant la France entre 1756 et 1789, le village est identifié sous le nom de Nanteuil.
L'étymologie de Nantheuil est d'origine gauloise, tirée de nanto (vallée, souvent encaissée),, auquel est accolé le suffixe -ialo (clairière/défrichement) signifiant « la clairière (ou le défrichement) dans la vallée ». Le h n'est pas étymologique, comme le montre la première forme ancienne. Les toponymes de ce type ont été généralement formés à la fin de la période gallo-romaine ou durant la période mérovingienne. Le  nom de la commune voisine de Nanthiat est formé sur le même radical avec le suffixe locatif -iaco (et le même h non étymologique).
En occitan, la commune porte le nom de Nantuelh.

## Histoire
La première mention écrite connue du village apparait au XIIIe siècle sous la forme Nantolium.
Une papeterie, le moulin de la Brugère, a existé dans le village du XVIe siècle à 1950. Le moulin porte ce nom depuis 1650, mais il date de 1560 (même s'il portait le nom de Roze ou de Gobiliou au départ). C'est ainsi qu'en 1580, lorsque Montaigne a publié ses Essais, le papier utilisé par l'imprimeur bordelais venait de Nantheuil[réf. nécessaire].
Lors de la Seconde Guerre mondiale, le 9 juillet 1944, trois résistants FTP qui devaient faire exploser le pont des Mauroux sont tués par les Allemands. Ils font déminer le pont par un autre résistant arrêté un peu plus tôt à Nanthiat puis l'exécutent.

## Politique et administration

### Rattachements administratifs
La commune de Nantheuil est rattachée, dès 1790, au canton de Thiviers qui dépendait du district d'Excideuil. En 1800, les districts sont supprimés. Le canton est alors rattaché à l'arrondissement de Nontron.

### Intercommunalité
Au 1er janvier 2002, Nantheuil intègre dès sa création la communauté de communes du Pays thibérien. Au 1er janvier 2017, celle-ci est dissoute et ses communes — hormis Sorges et Ligueux en Périgord — rejoignent la communauté de communes des Marches du Périg'Or Limousin Thiviers-Jumilhac qui, en octobre 2017 prend le nom de communauté de communes Périgord-Limousin.

### Administration municipale
La population de la commune étant comprise entre 500 et 1 499 habitants au recensement de 2017, quinze conseillers municipaux ont été élus en 2020,.

### Liste des maires

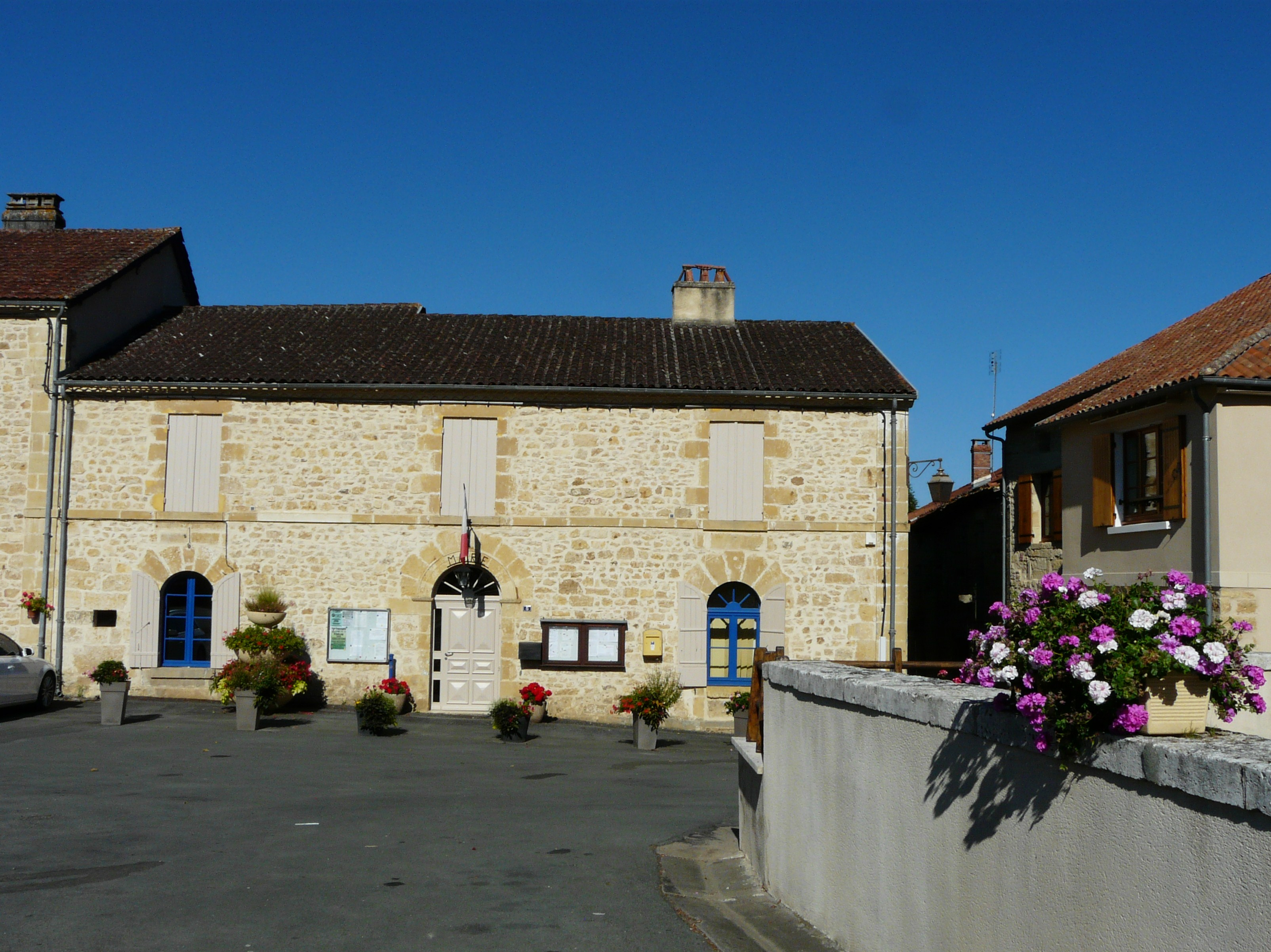
La mairie en 2013.

| Période                                  | Période      | Identité           | Étiquette | Qualité                   |
| ---------------------------------------- | ------------ | ------------------ | --------- | ------------------------- |
| Les données manquantes sont à compléter. |              |                    |           |                           |
|                                          |              |                    |           |                           |
| ?                                        | mars 1983    | Jean Brun          | PCF       |                           |
| mars 1983                                | 1997         | Maurice Gouspillou | PCF       |                           |
| 1997                                     | mars 2008    | Daniel Blanchard   | PCF       |                           |
| mars 2008                                | juillet 2018 | Paul Canler,       | SE        | Retraité du Trésor public |
| juillet 2018 (réélue en mai 2020)        | En cours     | Bernadette Lagarde | SE        | Ancienne 1re adjointe     |

### Politique environnementale
En raison de la qualité de son environnement nocturne (aucune pollution lumineuse la nuit), la commune est la première de Dordogne à avoir été labellisée « village 4 étoiles », label décerné par l'Association nationale pour la protection du ciel et de l'environnement nocturnes (ANPCEN) En 2013, sur le territoire national, 216 communes ont obtenu un label « villes et villages étoilés ».
À quelques centaines de mètres du bourg, le plan d'eau des Grésilles, propriété de la commune, dispose d'une zone de baignade aménagée.

## Équipements et services publics

### Eau
En 2024, la commune dépend du Syndicat intercommunal d'alimentation en eau potable (SIAEP) du Nord Est Périgord.

### Justice
Dans le domaine judiciaire, Nantheuil relève : 
- du tribunal judiciaire, du tribunal pour enfants, du conseil de prud'hommes et du tribunal de commerce de Périgueux ;
- du pôle Nationalité du tribunal judiciaire de Périgueux (compétent uniquement dans le domaine de la nationalité) ;
- de la cour d'appel, du tribunal administratif et de la  cour administrative d'appel de Bordeaux.

## Population et société

### Démographie
Les habitants de Nantheuil se nomment les Nantheuillais.
L'évolution du nombre d'habitants est connue à travers les recensements de la population effectués dans la commune depuis 1793. Pour les communes de moins de 10 000 habitants, une enquête de recensement portant sur toute la population est réalisée tous les cinq ans, les populations de référence des années intermédiaires étant quant à elles estimées par interpolation ou extrapolation. Pour la commune, le premier recensement exhaustif entrant dans le cadre du nouveau dispositif a été réalisé en 2008.

En 2022, la commune comptait 984 habitants, en évolution de +2,61 % par rapport à 2016 (Dordogne : +0,37 %, France hors Mayotte : +2,11 %).
| 1793  | 1800 | 1806  | 1821  | 1831  | 1836  | 1841 | 1846  | 1851  |
| ----- | ---- | ----- | ----- | ----- | ----- | ---- | ----- | ----- |
| 1 050 | 961  | 1 025 | 1 022 | 1 051 | 1 092 | 978  | 1 024 | 1 129 |

| 1856  | 1861  | 1866  | 1872  | 1876  | 1881  | 1886  | 1891  | 1896  |
| ----- | ----- | ----- | ----- | ----- | ----- | ----- | ----- | ----- |
| 1 078 | 1 021 | 1 040 | 1 032 | 1 025 | 1 103 | 1 157 | 1 193 | 1 172 |

| 1901  | 1906  | 1911  | 1921  | 1926  | 1931  | 1936  | 1946 | 1954 |
| ----- | ----- | ----- | ----- | ----- | ----- | ----- | ---- | ---- |
| 1 147 | 1 177 | 1 144 | 1 087 | 1 108 | 1 049 | 1 039 | 892  | 857  |

| 1962 | 1968 | 1975 | 1982 | 1990 | 1999 | 2006  | 2008  | 2013 |
| ---- | ---- | ---- | ---- | ---- | ---- | ----- | ----- | ---- |
| 872  | 826  | 860  | 921  | 932  | 901  | 1 011 | 1 039 | 960  |

| 2018 | 2022 | - | - | - | - | - | - | - |
| ---- | ---- | - | - | - | - | - | - | - |
| 974  | 984  | - | - | - | - | - | - | - |

### Sports et loisirs
Un parc aquatique a été inauguré en juin 2023 au plan d'eau des Grezilles.

## Économie

### Emploi
En 2015, parmi la population communale comprise entre 15 et 64 ans, les actifs représentent 437 personnes, soit 45,7 % de la population municipale. Le nombre de chômeurs (trente-neuf) a diminué par rapport à 2010 (quarante-cinq) et le taux de chômage de cette population active s'établit à 9,0 %.

### Établissements
Au 31 décembre 2015, la commune compte 61 établissements, dont vingt-sept au niveau des commerces, transports ou services, onze dans la construction, dix dans l'agriculture, la sylviculture ou la pêche, huit dans l'industrie, et cinq relatifs au secteur administratif, à l'enseignement, à la santé ou à l'action sociale.

### Entreprises
Dans le secteur de l'industrie, parmi les entreprises dont le siège social est en Dordogne, la société « Fargeot & compagnie » implantée à Nantheuil se classe en 29e position quant au chiffre d'affaires hors taxes en 2015-2016, avec 8 796 k€.

## Culture locale et patrimoine

### Lieux et monuments
- Église Saint-Étienne, romane, voûtée d'ogives gothiques au XVIe siècle[73]. Elle renferme un autel-tabernacle à ailes du XVIIe siècle, classé au titre des monuments historiques[74].
- Chapelle de Castilloux.
- Manoir de Nantheuil, comportant des parties s'étendant du XVe au XVIIIe siècle, juste séparé de l'église par une ruelle[75].

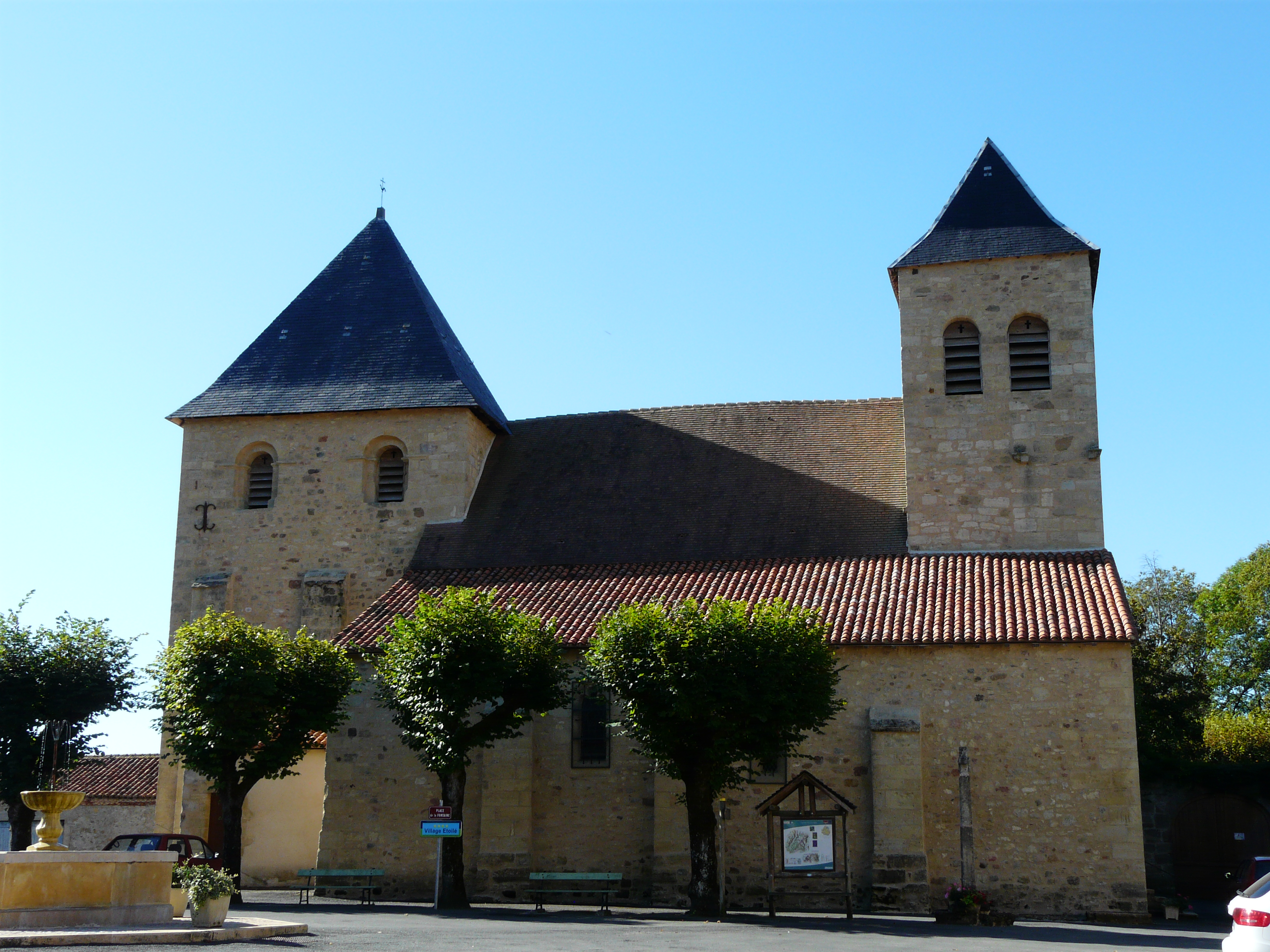
L'église Saint-Étienne.
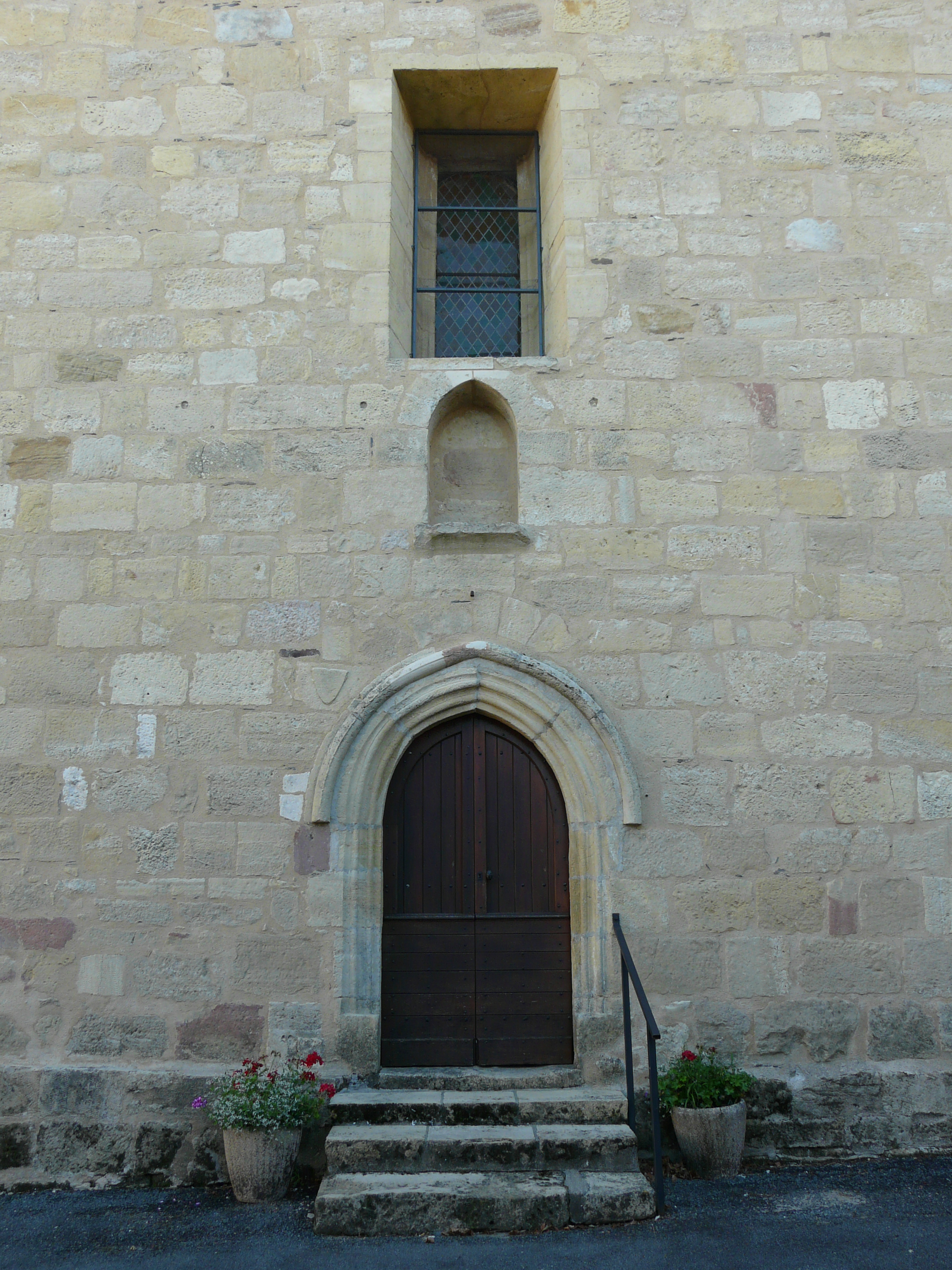
Son portail ouest.
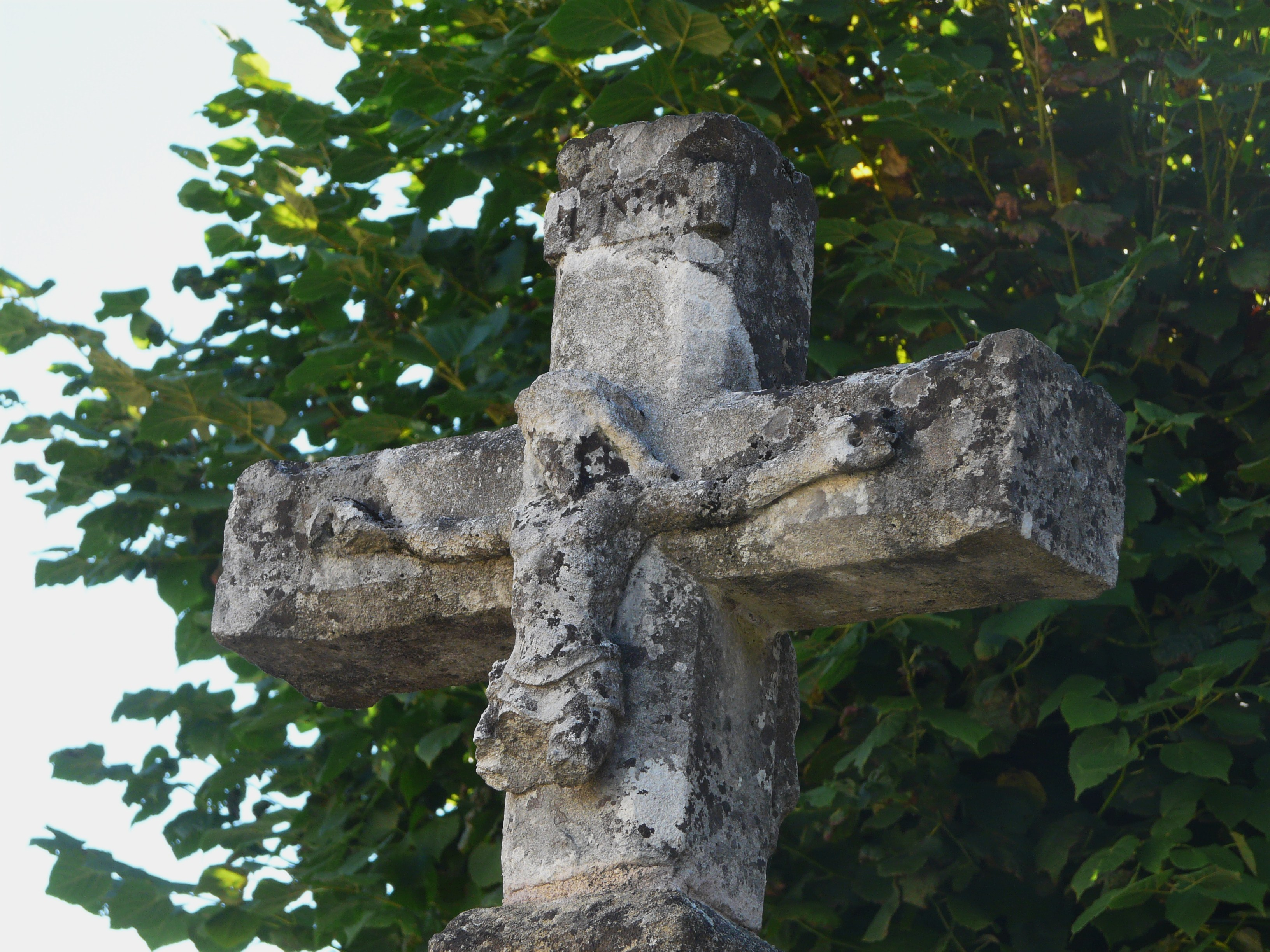
Croix devant l'église.
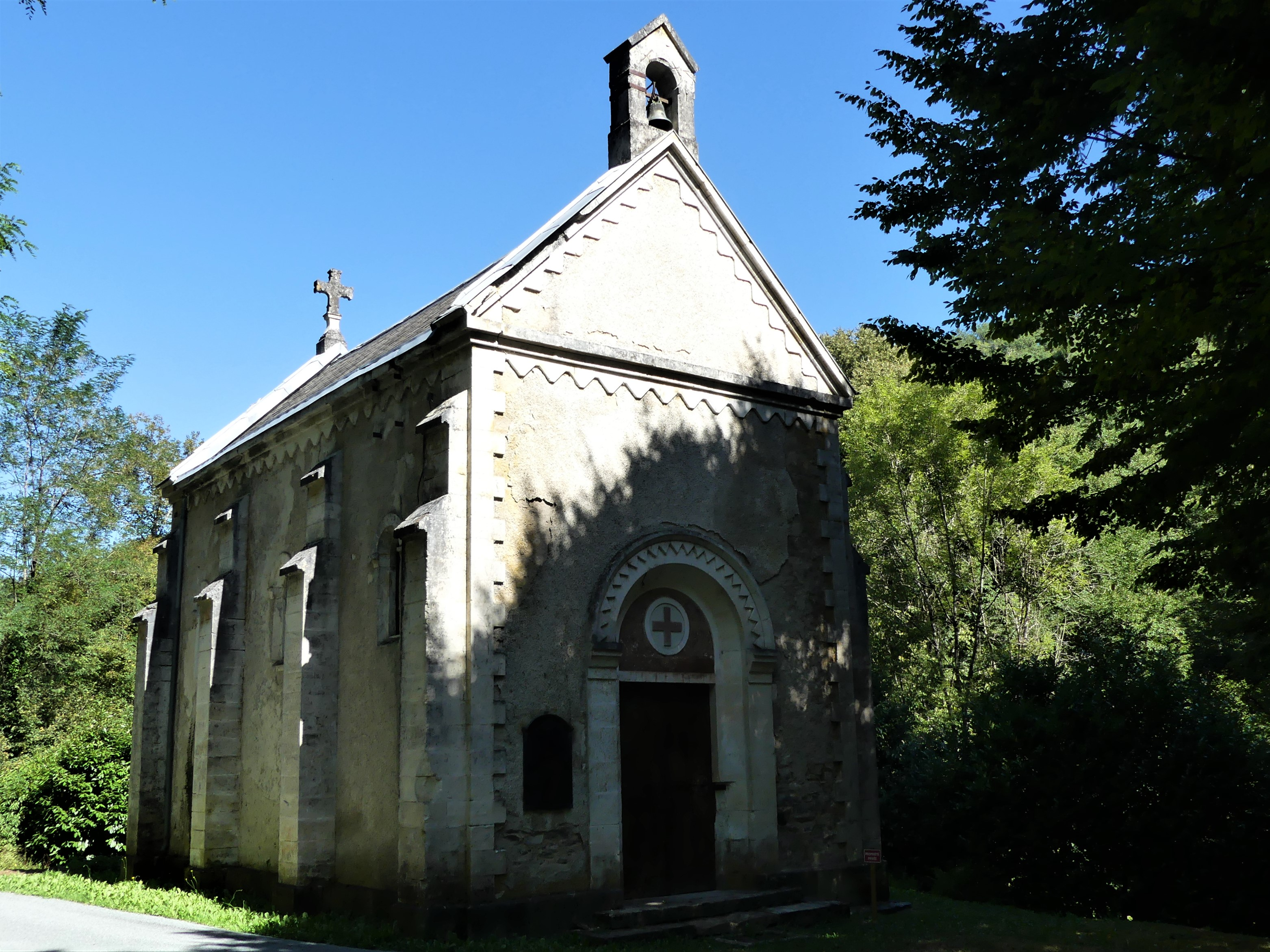
La chapelle de Castilloux.
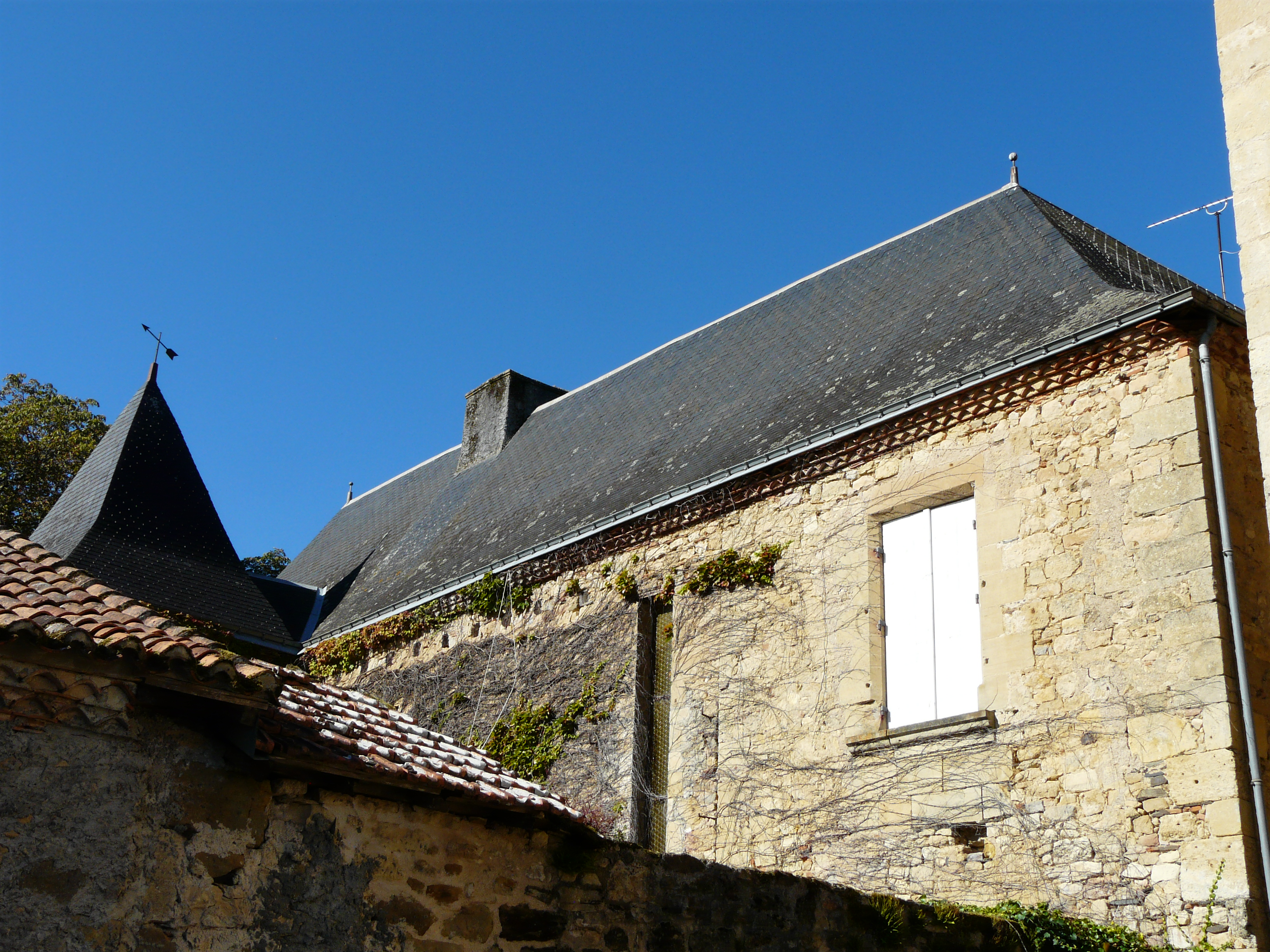
Toits du manoir de Nantheuil.
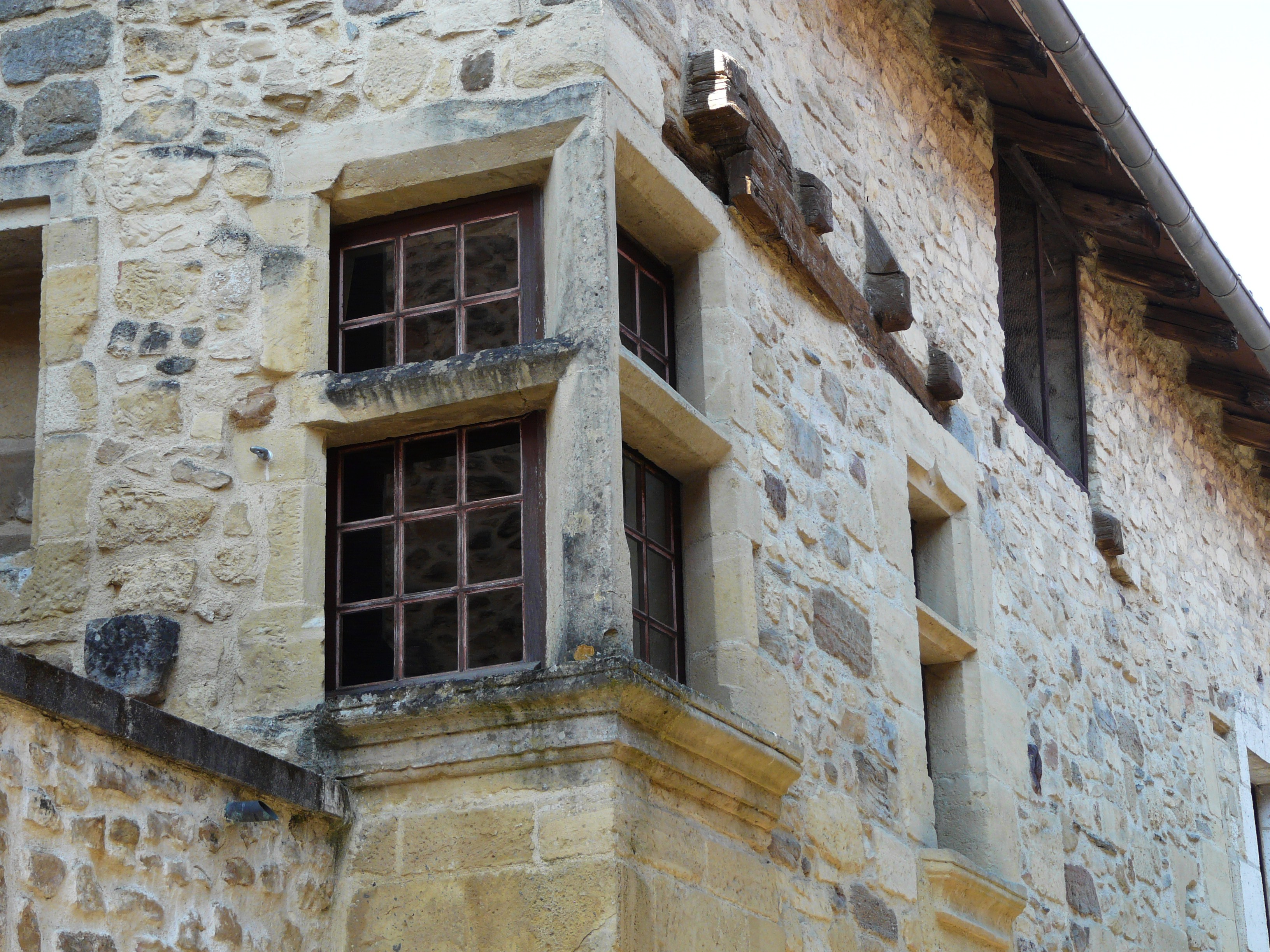
Fenêtre d'angle à meneaux, dans le bourg.

### Héraldique
| Blason de Nantheuil | Blason  | D'or à l'arbre de sinople ; chaussé du même.     |
| Blason de Nantheuil | Détails | Le statut officiel du blason reste à déterminer. |

## Pour approfondir